# AMC Networks
AMC Networks Inc. ist ein US-amerikanisches Medienunternehmen, welches 1980 als Rainbow Media Holdings, LLC. gegründet wurde. 2011 erfolgte die Umfirmierung zu AMC Networks. Der Firmensitz befindet sich in der Penn Plaza in New York.  
Zu AMC Networks gehören die PayTV-Sender: AMC, Sundance Channel, IFC, WEtv und die Vermarktung von BBC America (AMC selbst hält 49,9 % an BBC America). Zudem betreibt das Unternehmen noch das Filmkunst-Kino IFC Center in New York und ein Filmstudio für Independent-Filme mit dem Namen IFC Films. 
2014 übernahm AMC Networks Chellomedia von Liberty Global zu einem Kaufpreis von rund einer Milliarde Dollar. Chellomedia und deren Tochterfirmen, einschließlich Chello Benelux, firmieren seit Juli 2014 als AMC Networks International.
Das Unternehmen wurde bis zu seinem Tod Ende Dezember 2024 mehrheitlich von Charles F. Dolan kontrolliert.